# Brahmachari
Ein  Brahmachari (auch brahmacarya sanskrit: „derselbe Lebenswandel wie Brahma“) ist in den post-vedischen indischen Religionen (etwa im Hinduismus) ein spiritueller Schüler, der für eine gewisse Zeit Enthaltsamkeit gelobt hat. Frauen, die dieses Gelübde abgelegt haben, heißen Brahmacharini.
Das Gelübde der Enthaltsamkeit (Keuschheit ähnlich der vita consecrata) besagt, auf sexuelle Aktivitäten, Fleischgenuss, berauschende Substanzen und Glücksspiel zu verzichten. Das Ziel ist Moksha, eine Befreiung aus der Wiedergeburtskette und in der buddhistischen Adaption von Anhaftung. Ein Sannyasin hat ein endgültiges Gelübde zur Weltentsagung geleistet. 